# Punta de Sant Roc
La Punta de Sant Roc és una muntanya de 516 metres que es troba al municipi de Cabacés, a la comarca catalana del Priorat.